# Eidsberg
Eidsberg és un antic municipi situat al comtat d'Østfold, Noruega. Té 11.396 habitants (2016) i té una superfície de 236 km². El centre administratiu del municipi és el poble de Mysen.
Eidsberg es va establir com a municipi l'1 de gener de 1838. El poble de Mysen va ser separat d'Eidsberg per formar un municipi propi l'1 de juliol de 1920, però es va tornar a unir l'1 de gener de 1961. Limita amb els municipis de Rakkestad, Askim, Skiptvet, Trøgstad i Marker a Østfold, i amb Aurskog-Høland a Akershus.

## Informació general

### Nom
El municipi (originalment parròquia) rep el seu nom de l'antiga granja Eidsberg (en nòrdic antic: Eiðsberg) des que la primera església va ser construïda allà. El primer element és el cas genitiu Eid, que significa «camí al voltant d'una cascada» i l'últim element és berg, que significa «muntanya». Abans del 1847 el nom era pronunciat Edsberg.

### Escut d'armes
L'escut d'armes se'ls hi va concedir el 16 de març de 1962. L'escut mostra un os, el símbol d'Arnbjørn Jonsson, un famós guerrer que va viure a Eidsberg durant l'Era de les Guerres civils sota el regnat d'Haakon IV de Noruega fins a la seva mort el 1240.

## Ciutats agermanades
Eidsberg manté una relació d'agermanament amb les següents localitats:
- - Brønderslev, Regió de Nordjylland, Dinamarca
- - Kasese, Districte de Kasese, Uganda
- - Nässjö, Comtat de Jönköping, Suècia